# Carlos Pellandini
Carlos Pellandini (Quilmes, Buenos Aires, 22 de marzo de 1945) es un exjugador de básquetbol argentino que se desempeñaba en la posición de base. Jugó en Lanús, Obras Sanitarias y River Plate, actuó para la selección de Capital Federal en varias ediciones del Campeonato Argentino de Básquet y representó a su país a nivel internacional. 

## Trayectoria
Se formó como basquetbolista en los clubes Racing, Santa Paula y Lanús, todos ellos de la Zona Sur del Gran Buenos Aires.
Se destacó en el Torneo Metropolitano de Buenos Aires jugando para Lanús, consagrándose varias veces campeón del certamen. Fue convocado para jugar con la selección de Capital Federal en el Campeonato Argentino de Básquet de 1964 y 1967, y realizó giras por Europa como refuerzo de Buenos Aires en 1969, de Gimnasia y Esgrima La Plata en 1970 y de San Lorenzo en 1971. El AEK de Grecia quiso contratarlo en una de esas ocasiones, pero finalmente la transferencia no se produjo.
En 1974 pasó a las filas de Obras Sanitarias, equipo al que guiaría a la conquista del Campeonato Argentino de Clubes en 1975 y 1976. También formó parte de la selección de Capital Federal que ganó el Campeonato Argentino de Básquet de 1975 en Chubut y recibió el Olimpia de Plata de Básquetbol en 1977. En sus últimas temporadas en el club se desempeñó como jugador-entrenador.
Pellandini fichó con River Plate en agosto de 1980 y estuvo en el club hasta fines de 1981.
Sus últimos años como jugador transcurrieron en Lanús.

## Selección nacional
Fue convocado por la selección de básquetbol de Argentina por primera vez en vistas del Campeonato Sudamericano de Baloncesto de 1968. Posteriormente disputó los torneos de básquetbol de los Juegos Panamericanos de 1971 y 1975, y volvió a jugar el Sudamericano en 1973, 1976 y 1977, donde su equipo obtuvo la medalla de plata, la medalla de oro y la medalla de bronce respectivamente. Su última participación con el equipo nacional fue en el Campeonato Sudamericano de Baloncesto de 1981, en el cual sustituyó a Eduardo Cadillac.

## Vida privada
Estudió medicina en la Universidad Nacional de La Plata.
Sus hijos, Carlos Jr. y Marcelo Pellandini, fueron jugadores de rugby del Club San Albano en los torneos de la URBA y de los seleccionados juveniles de Argentina.